# Lebanon (Indiana)
Lebanon – miasto w Stanach Zjednoczonych, w stanie Indiana, w hrabstwie Boone.